# Hazelwood n.º 94
Hazelwood n.º 94 es un municipio rural canadiense situado en la provincia de Saskatchewan.

## Superficie
Hazelwood n.º 94 tiene una superficie de 714,41 km².

## Demografía
En 2021, tenía 244 habitantes, una densidad poblacional de 0,3 hab./km², y 100 viviendas.